# Palazzo Falson
Palazzo Falson, noto pure come Palazzo Cumbo Navarra o Casa dei Castelletti o The Norman House (la Casa Normanna), è un palazzo medievale del XIII secolo ubicato nel centro storico di Mdina sull'isola di Malta. 

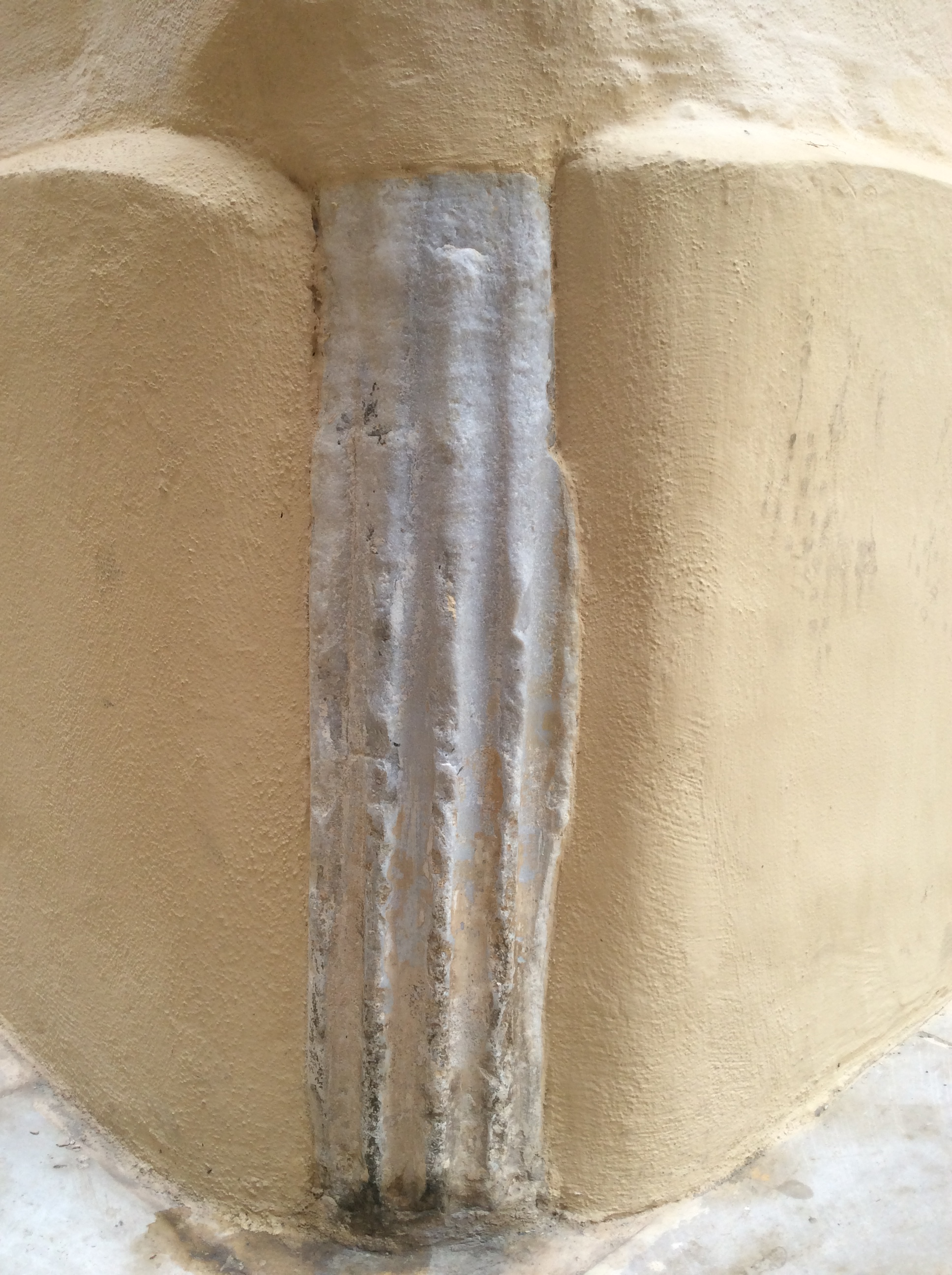
Colonna romana.

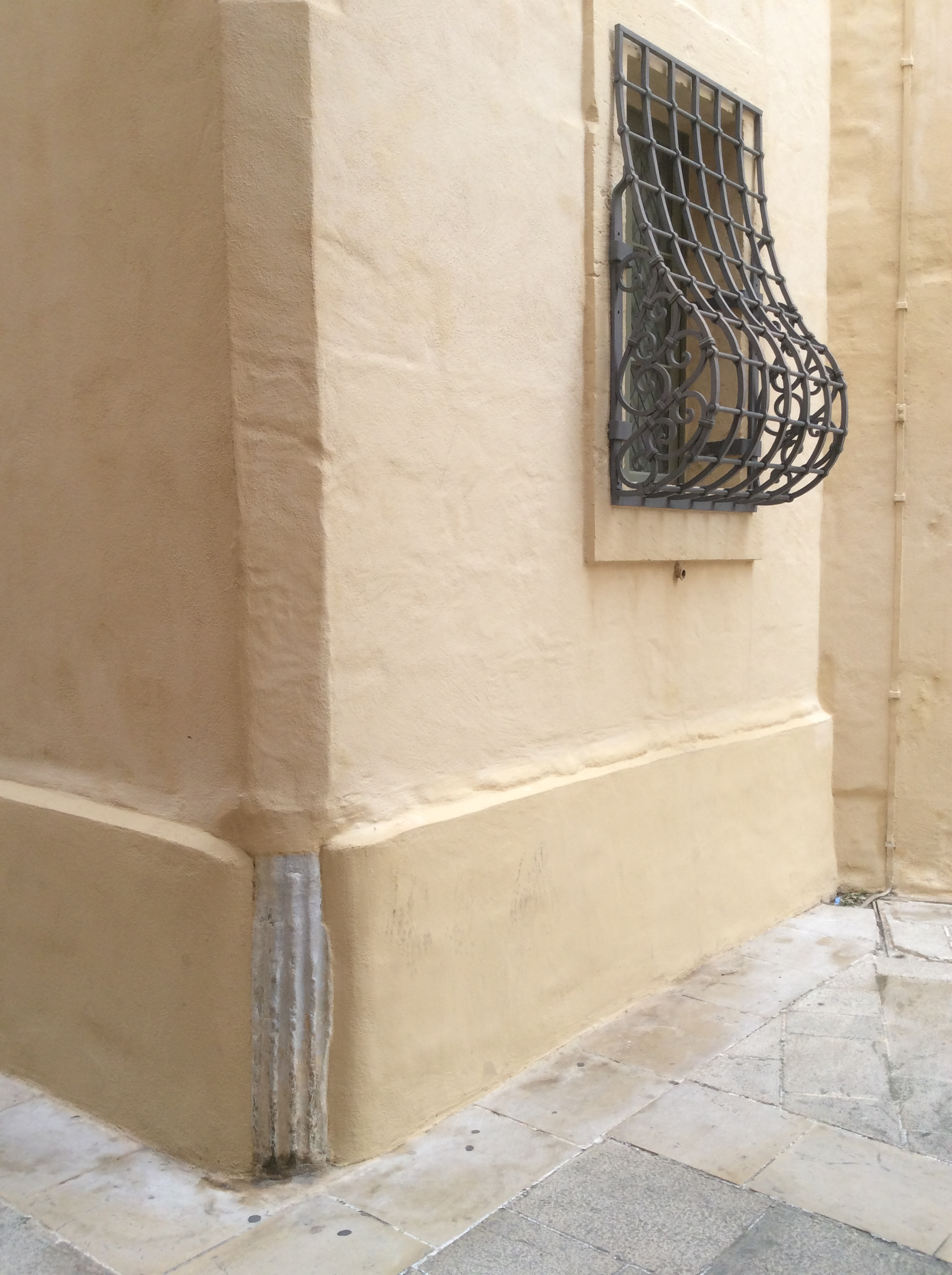
Colonna romana.

Fu costruito come residenza nobiliare della famiglia Falsone ed è il secondo edificio più grande di Mdina. 
L'architetto dell'edificio originale è sconosciuto, ma le caratteristiche bifore del piano superiore sono attribuite a Jacobo Dimeg. Nel corso dei secoli sono state apportate svariate modifiche, che hanno comportato la riduzione delle dimensioni dell'edificio frazionandolo e separandolo in più aggregati e unità abitative. 

## Storia

### Epoca sveva
Il nucleo originario fu costruito nel XIII secolo come tipico palazzo medievale, modellato sulle costruzioni siciliane del periodo. In origine era un edificio a un piano, costituito da una serie di stanze che su snodavano intorno al cortile interno, ovvero il nucleo della parte più antica della costruzione. Verosimilmente fu eretto sui resti di strutture difensive chiamate La Rocca, come dimostra il riutilizzo di una colonna romana come rinforzo e decorazione angolare. Nel tempo incorporò fabbriche e corpi eccentrici che a loro volta costituirono, coi relativi prospetti, nuclei abitativi indipendenti, variamente ubicati rispetto ai corpi dell'attuale struttura. 
Il primo edificio era originariamente molto più grande di oggi, con la facciata anteriore e l'ingresso principale situato dove oggi si trova Bastion Square. C'era anche il secondo ingresso che fungeva da entrata posteriore alla proprietà, alcuni documenti affermano che l'area dell'attuale refettorio e cucina del palazzo faceva parte della primitiva sinagoga usata dalla comunità ebraica di Mdina.

### Epoca aragonese
Nel XV secolo, il palazzo subì diverse modifiche significative. La facciata principale dell'edificio fu spostata in via Villegaignon, fu aggiunto un secondo piano, i prospetti furono abbelliti da una doppia linea di ornamenti seghettati con triangoli e sfere invertite, utilizzata come decorazione marcapiano.

### Epoca spagnola
All'inizio del XVI secolo, il palazzo era di proprietà di Ambrosio de Falsone, che era il presidente del consiglio comunale. Successivamente passò nelle mani di suo cugino Michele Falsone, che vi visse nel 1524 e che apportò ulteriori modifiche all'edificio, tra cui l'aggiunta di bifore al piano nobile progettate dall'architetto locale Jacobo Dimeg. 
Durante la permanenza dei Cavalieri Ospitalieri l'edificio fu la sede del Gran Maestro Philippe de Villiers de L'Isle-Adam, che vi abitò dal 20 ottobre al 5 novembre 1530.
Nel 1657 il palazzo appartenne a Ugolino Cumbo Navarra e alla sua morte venne ereditato da sua zia Guzmana Cassar e successivamente al nipote Federico Falsone, che non era un membro del ramo principale della famiglia. L'edificio alla fine transitò nelle mani della famiglia Muscati Falsone Navarra.

### Epoca contemporanea
Negli anni '20 del XX secolo appartenne al conte Francesco Palermo Navarra Bonnici e nel 1927 parte del palazzo fu acquistata da Olof Frederick Gollcher che nel 1938 acquistò la parte rimanente. Gollcher apportò diverse modifiche significative e riunì parti del fabbricato separate nel tempo. Ribattezzò l'edificio "Casa Normanna" e ricostruì nel cortile la scala interna, la fontana in stile arabo-normanno e alcuni elementi in stile romanico-bizantino.

### Oggi
L'edificio è stato iscritto nella "Lista delle antichità del 1925", dal 1992 ha lo status di monumento di 1ª classe ed è inserito nell'inventario nazionale dei beni culturali delle isole maltesi.
Nel 2001 la Fondazzjoni Patrimonju Malti siglò un contratto per rinnovare il palazzo e lo trasformò in una casa-museo con le collezioni dell'ex proprietario Olof Frederick Gollcher e materiale proveniente da collezioni private ed altre case storiche. Dal 4 maggio 2007 l'edificio è aperto al pubblico come Palazzo Falson Historic House Museum ed è gestito da Fondazzjoni Patrimonju Malti.